# Renaixement de Harlem
Renaixement de Harlem (Harlem Renaissance) és el nom que rep un moviment cultural que va desenvolupar la comunitat afroamericana entre els anys 20 i 30 del segle xx i que va sorgir al barri de Harlem que li dona nom. El moviment pretenia redefinir la identitat negra amb uns base cultural i va influir en diversos autors nord-americans i europeus (especialment francesos) tant en el camp de la música com en el de la literatura. Els temes més comuns era l'experiència del racisme, el folklore oral, la música jazz i els seus derivats i la crítica social.
Algunes de les figures més destacades del moviment són Zora Neale Hurston, Countee Cullen, Langston Hughes, James Weldon Johnson, Nella Larsen o Dorothy West.